# Vážený pán Herbert George Morley Roberts Wells
Vážený pán Herbert George Morley Roberts Wells (anglicky „Herbert George Morley Roberts Wells, Esq.“) je krátká esej / povídka britského spisovatele Arthura C. Clarka.
V angličtině vyšla poprvé v magazínu If v prosinci 1967.
Arthur C. Clarke v tomto krátkém pojednání objasňuje svůj omyl ohledně autorství jisté povídky. Když napsal jednu ze svých nejkratších povídek (Nejdelší vědeckofantastický příběh, který kdy byl vyprávěn), uvedl v ní H. G. Wellse jako autora povídky „Anticipátor“. Několik měsíců poté, co povídka „Nejdelší vědeckofantastický příběh...“ vyšla, dostal dopis od L. A. Grittena, velkého fanouška H. G. Wellse, jenž tvrdil, že „Anticipátora“ nemůže najít. Clarkovou reakcí bylo prolistování autorových děl v knihovně v Kolombu na Srí Lance. Zjistil, že je to pravda – nenašel ve Wellsových dílech žádnou povídku nazvanou „Anticipátor“.
Záhy se od jednoho ze svých poradců dozvěděl, že „Anticipátora“ napsal jiný anglický spisovatel Morley Roberts a povídka vyšla poprvé v roce 1898 v knize Opatrovník vod a jiné příběhy.
Clarke se domnívá, že ji četl v antologii nakladatelství Doubleday Cestovatelé v čase z roku 1947 a pravděpodobně se mu spletla s Wellsovou povídkou „Akcelerátor“ (česky vyšla jako „Superstimulátor“).
Po prolistování Wellsových povídek Clarke doporučuje následující:
- „Hvězda“
- „Křišťálové vejce“
- „Květ podivné orchideje“
- „Údolí slepců“

## Česká vydání
Česky vyšla povídka v následujících sbírkách nebo antologiích:
- Směr času (Polaris, 2002)[2]